# Колечицкие
Колечицкие (или Калечицкие, пол. Koleczycki) — русский дворянский род.
Польский род герба Котвич восходит к XVII веку и внесён в VI часть родословной книги Волынской и Смоленской губерний.
Есть также род Калечицких более позднего происхождения. Предок их, Иван Юрьевич, из смоленского шляхетства, и потомки его владели с 1657 года жалованными деревнями. Род внесён в VI часть родословной книги Смоленской губернии.

## Описание герба
В щите, имеющем голубое поле, изображена выходящая с левой стороны из облака рука, держащая крестообразно две серебряные стрелы, остриями обращённые вниз.
Щит увенчан дворянскими шлемом и короной. Намёт на щите голубой, подложенный серебром. Герб рода Колечицких внесён в Часть 8 Общего гербовника дворянских родов Всероссийской империи, стр. 93.